# Wiktor Suslin
Wiktor Jewsiejewicz Suslin, ros. Виктор Евсеевич Суслин (ur. 13 czerwca 1942 w Miassie, zm. 10 lipca 2012 w Hamburgu) – rosyjski kompozytor.

## Życiorys
W latach 1950–1961 kształcił się w szkole muzycznej w Charkowie. Od 1962 do 1966 roku studiował w Instytucie Muzycznym im. Gniesinych w Moskwie u Nikołaja Piejki (kompozycja) i Aleksieja Wiediernikowa (fortepian). Pobierał też prywatnie lekcje u Philipa Herschkowitza. W 1966 roku podjął pracę w wydawnictwie muzycznym Muzyka. W latach 1972–1975 prowadził klasę instrumentacji i czytania partytur w Konserwatorium Moskiewskim. W 1975 roku wspólnie z Wiaczesławem Artiomowem i Sofiją Gubajduliną założył grupę improwizacyjną Astrea, wykorzystującą mało znane instrumenty ludowe.
W 1981 roku wyemigrował do RFN. Wykładał w Musikhochschule w Lubece. W 1984 roku podjął pracę w Sikorski-Verlag w Hamburgu, od 1997 roku był kuratorem Fundacji im. Mitrofana Bielajewa we Frankfurcie nad Menem.

## Twórczość
Wychodząc od naśladownictwa stylu Siergieja Prokofjewa, stopniowo zaadaptował w swojej twórczości środki zachodnioeuropejskiej awangardy, nawiązując do dzieł Messiaena i Antona Weberna oraz późnych kompozycji Igora Stawinskiego. Jeszcze przed podjęciem formalnych studiów kompozytorskich próbował operować techniką dodekafoniczną, nie znając jej założeń teoretycznych i opierając się wyłącznie o informacje zawarte w powieści Thomasa Manna Doktor Faustus. W latach 70. XX wieku wypracował indywidualny styl, oparty na nawarstwieniach trójdźwięków łączonych w serie i symetryczne konstrukcje harmoniczne. Pisał głównie utwory kameralne i solowe.

## Wybrane kompozycje
(na podstawie materiałów źródłowych)

### Utwory orkiestrowe
- Koncert na skrzypce i orkiestrę kameralną (1969)
- Sinfonia piccola na orkiestrę dziecięcą (1970)
- Etiudy na 24 instrumenty smyczkowe (1972)
- Leb’wohl na orkiestrę smyczkową (1982)

### Utwory kameralne
- Kwartet smyczkowy (1963)
- Sonata triowa na flet, gitarę i wiolonczelę (1971)
- Gioco appassionato na 4 instrumenty smyczkowe (1974)
- Mitternachtmusik na skrzypce, kontrabas i klawesyn z live electronics (1977)
- Poco a poco I na zespół kameralny (1977)
- Ave Marcus na perkusję (1977)
- Terrarium na 6 perkusji (1978)
- Capriccio über die Abreise na 2 skrzypiec (1979)
- Sonata na wiolonczelę i perkusję (1983)
- Sonata capricciosa na altówkę i klawesyn (1986)
- Grenzüberbetritt na altówkę, wiolonczelę i kontrabas (1990)
- Le deuil blanc na flet basowy, gitarę, perkusję i wiolonczelę (1994)
- Mobilis na skrzypce (1995)
- Hommage à „hortus” von einem Musicus na zespół instrumentów renesansowych (1996)
- Heidelberger Nacht na kontrabas i perkusję (1996)
- Raga na kontrabas i organy (2002)

### Utwory fortepianowe
- Sonata (1968)
- Patience na 2 fortepiany (1974)
- 2 utwory (1996)

### Utwory organowe
- 2 sonaty (I 1978, II 1983)
- Lamento (1989)

### Utwory wokalno-instrumentalne
- Begegnung na baryton, altówkę i wiolonczelę (1988)